# 2175 Андреа Доріа
2175 Андреа Доріа (1977 TY, 1964 VY1, 1967 RS, 1967 TE, 2175 Andrea Doria) — астероїд головного поясу, відкритий 12 жовтня 1977 року. Названий на честь генуезького адмірала і державного діяча — Андреа Доріа.
Тіссеранів параметр щодо Юпітера — 3,623.